# Plœuc-sur-Lié
Plœuc-sur-Lié [plœk syʁ lje] est une ancienne commune française située dans le département des Côtes-d'Armor en région Bretagne, devenue, le 1er janvier 2016, une commune déléguée de la commune nouvelle de Plœuc-L'Hermitage.

## Géographie
La commune de Plœuc est formée du bourg et des villages suivants : Caribet, la Touche, Gouromplet, les Fonténieux, Saint-Éloi, la Ville Rouault, Berlugeon, la Saudrette, le Grand-Roz, la Vieille-Ville, la Touche-Oisel, Gourmeneuf, les Norniers, Hidrio, la Ville Prigien, la Ville Jagu, le Chesnay, Duancre, Launais Louis, la Roncière, Coatrion, Tréveret, les Neuf-Fontaines, Pourhon, Saint-Maignan, Branlée, la Hazaie, Saint-Just, la Bernardais, Cosseul, le Paimpoux, le Plessis, Damareuc, la Corbière, le Bas-Plessis, la Guette, la Gabegie, la Vieux Ville, Crémeur, la Bécane, les Grands Aulnay, etc.
Elle est traversée par le Lié qui va se jeter dans l'Oust.

## Toponymie
- Le nom de la localité est attesté sous les formes Ploehuuc en 1182, Plohozec en 1184, Parrochia de Ploec en 1274, Pluec en 1330, Parrochia Plebis Gausson en 1368, Ploecgausson en 1369, Pleouc Gausson, Ploeuc-Gausson en 1426, Pleuc Gausson en 1438, Ploeuc-Gausson en 1480, Pleust en 1536 et en 1569, Ploeuc-sur-Lié depuis 1965.

On trouve la forme Pleouc et Pleouc-Gausson en 1426 pour la différencier de Plouëc-du-Trieux (anciennement Ploec).
- Le nom donné au bourg de Plœuc-sur-Lié vient du latin « plebs » (la plèbe, le peuple (cf. Le gaffiot)) et du gaulois « ec » (grand), évoluant vers le sens de plou « paroisse ». Un grand peuple, donc, contrairement au petit peuple de Pleubian (bian, en breton : petit)[réf. nécessaire].

- La paroisse a été dédiée à un saint très peu connu, mais qui a donné son nom à d'autres communes (Plouëc-du-Trieux et Plouézec), un saint Hodoc dont le nom est probablement prononcé Hozoc vers 800. Plœuc signifierait donc « paroisse fondée par (ou dédiée à) Saint Hodoc ».

- Les habitants de Plœuc-sur-Lié s'appellent les Plœucois[réf. nécessaire].

| Nom breton | Habitants (breton)                    |
| Ploheg     | Plohegad (Plohegiz), Plohegadez (-ed) |

Son nom se disait jadis « Pieu » ou « Pié » en gallo du Penthièvre et du Méné, dialectes parlés localement depuis le Moyen Âge[réf. nécessaire].
Son nom gallo est Ploec-Gauczon et son nom breton est Ploheg.

## Histoire

### Moyen Âge
Jeanne de Plœuc est héritière de la première Maison de Plœuc. En 1292, elle épouse Tanguy de Kergorlay, et est à l'origine de la deuxième Maison de Plœuc.
Les armoiries de la famille sont « chevronné de six pièces d'hermine et de gueules », elle porte la devise « L'âme et l'honneur ».
Les différentes familles ayant donné des seigneurs de Plœuc :
- la famille de Plœuc ;
- la famille de Bréhan ;
- la famille Le Mintier ;
- la famille de la Rivière ;
- la famille de Timeur ;
- la famille Visdelou (visage de Loup).

La Maison de Plœuc est issue des comtes de Poher. La Maison de la Rivière tire son origine des anciens comtes de Mûr et de Corlay qui descendraient eux-mêmes des puissants comtes de Cornouaille.

### Temps modernes
Le 22 février 1664, Yves-Olivier de la Rivière achète la seigneurie de Plœuc, saisie en 1662 sur la marquise de Montgaillard. Par lettres patentes du 14 avril 1696, la terre de Plœuc est érigée en comté). Le 5 août 1783, le marquis de La Fayette et son cousin, le marquis de Lusignan, qui viennent d'hériter de la famille de la Rivière (à la suite du décès de Charles Yves Thibaut de la Rivière le 20 avril 1781 ), vendent la seigneurie de Plœuc à la marquise de la Chasse.

### LeXIXesiècle
Le déclin de l'activité textile provoqua misère et émigration. Ce cycle de la misère commence en 1779 et s'est prolongé pendant plus de 80 ans, au fur et à mesure du dépérissement de l'activité textile. La région des manufactures des toiles "Bretagnes" connaît son pic démographique dans la décennie 1830 et a ensuite perdu de 50 à 60 % de sa population en un siècle.
En 1836 le canton de Plœuc, qui a alors 14 000 habitants, compte 435 mendiants, 932 indigents dont 109 tisserands, 313 filandières, 36 sabotiers, 43 laboureurs et 61 cas de  « surcharges d'enfants ». En 1841 on recense 932 indigents et 435 mendiants dans le canton de Plœuc (soit 9,38 % de la population totale du canton qui est alors de 14 561 habitants).

### LeXXesiècle

#### La Belle Époque
L'inventaire des biens d'église fut effectué à Plœuc le 11 mars 1906 sans incident notable.

#### La Première Guerre mondiale
Le monument aux morts porte les noms de 249 soldats morts pour la Patrie pendant la Première Guerre mondiale.

#### La Seconde Guerre mondiale
Le monument aux morts porte les noms de 22 personnes mortes pour la France durant la Seconde Guerre mondiale.
Par ailleurs un soldat est mort dans les Troupes Françaises d'Occupation en Allemagne et un est mort hors conflit.

### LeXXIesiècle
Plœuc-sur-Lié et L'Hermitage-Lorge constituent au 1er janvier 2016 la deuxième commune nouvelle du département des Côtes-d'Armor. Celle-ci prendra le nom de Plœuc-L'Hermitage.

## Héraldique
| Blason | Blasonnement : D'hermine à trois chevrons de gueules. |

## Politique et administration

### Liste des maires
| Période                                              | Période                                                 | Identité                                         | Étiquette             | Qualité |
| ---------------------------------------------------- | ------------------------------------------------------- | ------------------------------------------------ | --------------------- | --- |
| 1790                                                 | 1792                                                    | Nicolas-Louis Lévêque (1719-1796)                |                       | Receveur des devoirs au département de Saint-Brieuc                                                                                              |
| 1793                                                 | 1793                                                    | Noël-François André (1760-1795)                  |                       | Curé et officier public de la paroisse de Plœuc                                                                                                  |
| 1793                                                 | 1794                                                    | N. Souvestre                                     |                       | |
| 1794 (An II)                                         | 3 novembre 1795 (12 brumaire an IV)                     | Yves-Joseph Jarnet (1754-1823)                   |                       | |
| De l'an IV à l'an VIII, administrateurs provisoires. |                                                         |                                                  |                       | |
| 28 août 1800 (10 fructidor an VIII)                  | 18 septembre 1804 (1er jour complémentaire de l'an XII) | Louis-François Damar (1763-1841)                 |                       | |
| juin 1806                                            | mai 1822 (décès)                                        | Louis-François Berthelot de La Coste (1750-1822) |                       | Écuyer, commandant de l'Île-de-France (1781 → 1783) Adjoint au maire (jusqu'en juin 1806) Chevalier de l'Ordre royal et militaire de Saint-Louis |
| septembre 1822                                       | février 1833                                            | Pierre Souvestre fils                            |                       | |
| avril 1833                                           | octobre 1840                                            | Victor Guépin (1797-1883)                        | Droite                | Propriétaire à Quintin, notaire royal Conseiller d'arrondissement Conseiller général de Plœuc-sur-Lié (1852 → 1880)                              |
| octobre 1840                                         | 5 février 1865 (décès)                                  | Jacques-François Allo (1797-1865)                |                       | Cultivateur |
| 10 septembre 1865                                    | 30 avril 1890 (décès)                                   | Amédée Radenac (1814-1890)                       |                       | Notaire |
| 15 juin 1890                                         | 2 janvier 1901 (décès)                                  | Victor Radenac (1819-1901)                       | Républicain           | Notaire, conducteur des Ponts et Chaussées à Gouarec Conseiller général de Plœuc-sur-Lié (1880 → 1898) Chevalier de la Légion d'honneur          |
| 10 février 1901                                      | 15 mai 1904                                             | Victor Radenac fils (1851-1923)                  |                       | Notaire, commissaire-priseur |
| 15 mai 1904                                          | 25 avril 1920                                           | Joseph Le Plenier                                |                       | Notaire |
| 25 avril 1920                                        | 19 mars 1933 (décès)                                    | Louis Morel (1875-1933)                          | Rad.                  | Négociant en grains Conseiller général de Plœuc-sur-Lié (1919 → 1933) Chevalier de la Légion d'honneur                                           |
| 19 mars 1933                                         | janvier 1941                                            | Louis Morel fils (1902-1999)                     | Rad. puis SFIO        | Négociant Conseiller général de Plœuc-sur-Lié (1933 → 1940)                                                                                      |
| janvier 1941                                         | 4 novembre 1941                                         | François Turmel                                  |                       | Tailleur, premier adjoint |
| 10 novembre 1941                                     | mai 1944                                                | Pierre-Marie Le Maître                           |                       | Ancien commerçant en tissus |
| 10 août 1944                                         | mai 1945                                                | Jean Georgelin Jean Leclerc                      |                       | Premier adjoint Deuxième adjoint |
| mai 1945                                             | 15 novembre 1982 (démission)                            | Louis Morel fils (1902-1999)                     | SFIO puis PSU puis PS | Négociant Conseiller général de Plœuc-sur-Lié (1945 → 1982)                                                                                      |
| 15 novembre 1982                                     | novembre 1999 (démission)                               | Henri Bozec (1926-2003)                          | PS                    | Vétérinaire Conseiller général de Plœuc-sur-Lié (1982 → 2001)                                                                                    |
| 10 avril 2000                                        | 28 mars 2014                                            | Daniel Denis                                     | PS                    | Professeur Maire par intérim de novembre 1999 au 10 avril 2000                                                                                   |
| 28 mars 2014                                         | 31 décembre 2015                                        | Thibaut Guignard                                 | UMP-LR                | Collaborateur parlementaire Conseiller départemental de Plaintel (2015 → 2021) Vice-président du conseil départemental (2015 → 2021)             |

## Démographie
L'évolution du nombre d'habitants est connue à travers les recensements de la population effectués dans la commune depuis 1793. À partir du 1er janvier 2009, les populations légales des communes sont publiées annuellement dans le cadre d'un recensement qui repose désormais sur une collecte d'information annuelle, concernant successivement tous les territoires communaux au cours d'une période de cinq ans. 
Pour les communes de moins de 10 000 habitants, une enquête de recensement portant sur toute la population est réalisée tous les cinq ans, les populations légales des années intermédiaires étant quant à elles estimées par interpolation ou extrapolation. Pour la commune, le premier recensement exhaustif entrant dans le cadre du nouveau dispositif a été réalisé en 2006,.
En 2013, la commune comptait 3 302 habitants, en évolution de +2,42 % par rapport à 2008 (Côtes-d'Armor : +1,68 %, France hors Mayotte : +2,49 %).
| 1793  | 1800  | 1806  | 1821  | 1831  | 1836  | 1841  | 1846  | 1851  |
| ----- | ----- | ----- | ----- | ----- | ----- | ----- | ----- | ----- |
| 5 464 | 4 915 | 5 230 | 5 497 | 5 453 | 5 305 | 5 433 | 5 396 | 5 298 |

| 1856  | 1861  | 1866  | 1872  | 1876  | 1881  | 1886  | 1891  | 1896  |
| ----- | ----- | ----- | ----- | ----- | ----- | ----- | ----- | ----- |
| 5 002 | 5 052 | 5 114 | 4 916 | 4 843 | 4 798 | 4 875 | 4 783 | 4 775 |

| 1901  | 1906  | 1911  | 1921  | 1926  | 1931  | 1936  | 1946  | 1954  |
| ----- | ----- | ----- | ----- | ----- | ----- | ----- | ----- | ----- |
| 4 864 | 4 706 | 4 481 | 3 888 | 3 788 | 3 685 | 3 587 | 3 327 | 3 075 |

| 1962  | 1968  | 1975  | 1982  | 1990  | 1999  | 2006  | 2011  | 2013  |
| ----- | ----- | ----- | ----- | ----- | ----- | ----- | ----- | ----- |
| 2 960 | 2 932 | 2 901 | 3 009 | 2 932 | 2 937 | 3 144 | 3 259 | 3 302 |

## Lieux et monuments
- Les fontaines Saint-Eloi (XVIIe siècle), de la Vieuville, du Grand-Roz et Saint-Just
- Le château ou le manoir de la Corbière (1545-1764), siège de la seigneurie ou comté de Plœuc
- Le manoir du Terte (1689)
- Le manoir de la Ville-Rouault (XVIIIe siècle)
- Le manoir de la Lande-Valo (XVII-XVIIIe siècle)
- Le manoir de la Vieuville (XVIIe siècle)
- Une maison (1622), située rue de la Gare
- Les moulins à eau de la Vieuville, de la Corbière (XVIIe siècle), de Grillon, Neuf, de la Marre, du Pont d'Or, Gougeon, Bertrand, Guéné, Rolland, de Saint Magnan, de Saint Eloy, du Pont-à-l'Ane (dont 8 moulins sur la rivière le Lié)
- Menhirs de Bayo et menhir de la Norhant (époque néolithique).
- L'église Saint-Pierre.

## Personnalités liées à la commune
- Éric Le Lann, trompettiste de jazz.
- Julie Bresset, championne olympique de VTT, championne du monde de VTT 2012.